# Manchurochelys
Manchurochelys ist die einzige gut bekannte Schildkrötengattung der Jehol-Biota. Sie lebte während der Unterkreide im heutigen Nordchina.

## Merkmale
Manchurochelys besaß einen flachen, im Nasalbereich kleinen Schädel, jedoch ohne supramarginale Schuppen. Zudem besaß sie einen sehr flachen Panzer, einen kreuzförmigen Bauchpanzer, doch keine Mesoplastra. Manchurochelys lebte vielleicht in den unterkreidezeitlichen Seen von Nordchina und legte eine Lebensweise wie heutige Wasserschildkröten an den Tag.

## Arten
Es sind drei Arten bekannt:
- Manchurochelys manchoukuoensis ENDO & SHIKAMA, 1942 wurde während des Zweiten Weltkrieges entdeckt. Der Holotyp dieser Art ging während des Krieges verloren.
- Manchurochelys donghai MA, 1986 wurde in einer Kohlenmine in Jixi gefunden, die vielleicht einem höheren Schichtenhorizont als die Jehol-Biota angehört.
- Manchurochelys liaoxiensis JI, 1995 entstammt der Jianshanou-Schicht der Jehol-Biota nahe Beipiao.